# 珠芽蟹甲草
珠芽蟹甲草（学名：Parasenecio bulbiferoides）是菊科蟹甲草属的植物，为中国的特有植物。分布于中国大陆的湖南、湖北等地，生长于海拔1,000米至2,200米的地区，多生长于山坡山谷湿地，目前尚未由人工引种栽培。

## 异名
- Cacalia bulbiferoides Hand.-Mazz.